# Міністерство хлібопродуктів Української РСР
Міністерство хлібопродуктів Української РСР було союзно-республіканським міністерством, входило до системи агропромислового комплексу республіки і підлягало в своїй діяльності Раді Міністрів УРСР і Міністерству хлібопродуктів СРСР.
Міністерство хлібопродуктів УРСР здійснювало керівництво такими видами промисловості:
- елеваторна
- борошномельна,
- круп'яна,
- хлібопекарська,
- макаронна
- комбікормова.

Міністерство хлібопродуктів Української РСР існувало з червня 1956 по березень 1961 року. Міністрами були Бутенко Григорій Прокопович (1956) і Апостолов Іван Гаврилович (1956—1961). З 3 березня 1961 по 16 березень 1965 року існувало об'єднане Міністерство заготівель(виробництва і заготівель сільськогосподарських продуктів) УРСР, яке очолював Кальченко Никифор Тимофійович.
3 3 квітня 1965 по 7 лютого 1969 року існував Державний комітет Ради Міністрів Української РСР по хлібопродуктах і комбікормовій промисловості. Головами комітету працювали Сьомик Павло Миколайович (1965—1967) і Стафійчук Іван Йосипович (1967—1969). З 7 лютого по 30 вересня 1969 року діяло Міністерство хлібопродуктів Української РСР, яке очолював Стафійчук Іван Йосипович.
30 вересня 1969 року Міністерство хлібопродуктів було перетворено на Міністерство заготівель УРСР. Міністрами були Стафійчук Іван Йосипович (1969—1975), Попльовкін Трохим Трохимович (1975—1977), Шматольян Іван Іванович (1977—1985).
У листопаді 1985 року Міністерство заготівель УРСР знову було перетворено на Міністерство хлібопродуктів УРСР. Міністрами працювали Шматольян Іван Іванович (1985—1988) і Компанець Микола Прокопович (1988—1991).